# Едвард Сагден, 1й барон Сент Леонард

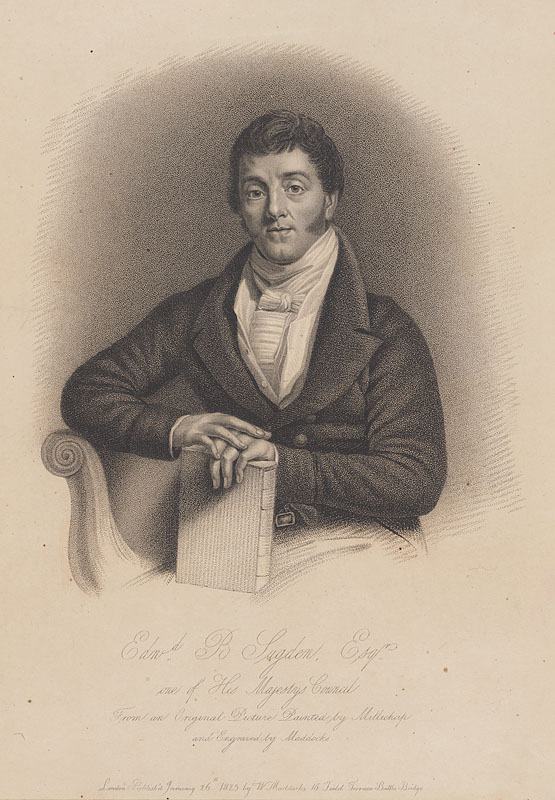
Едвард Бертеншоу Сагден (1781 – 1875), І барон Сент-Леонард.

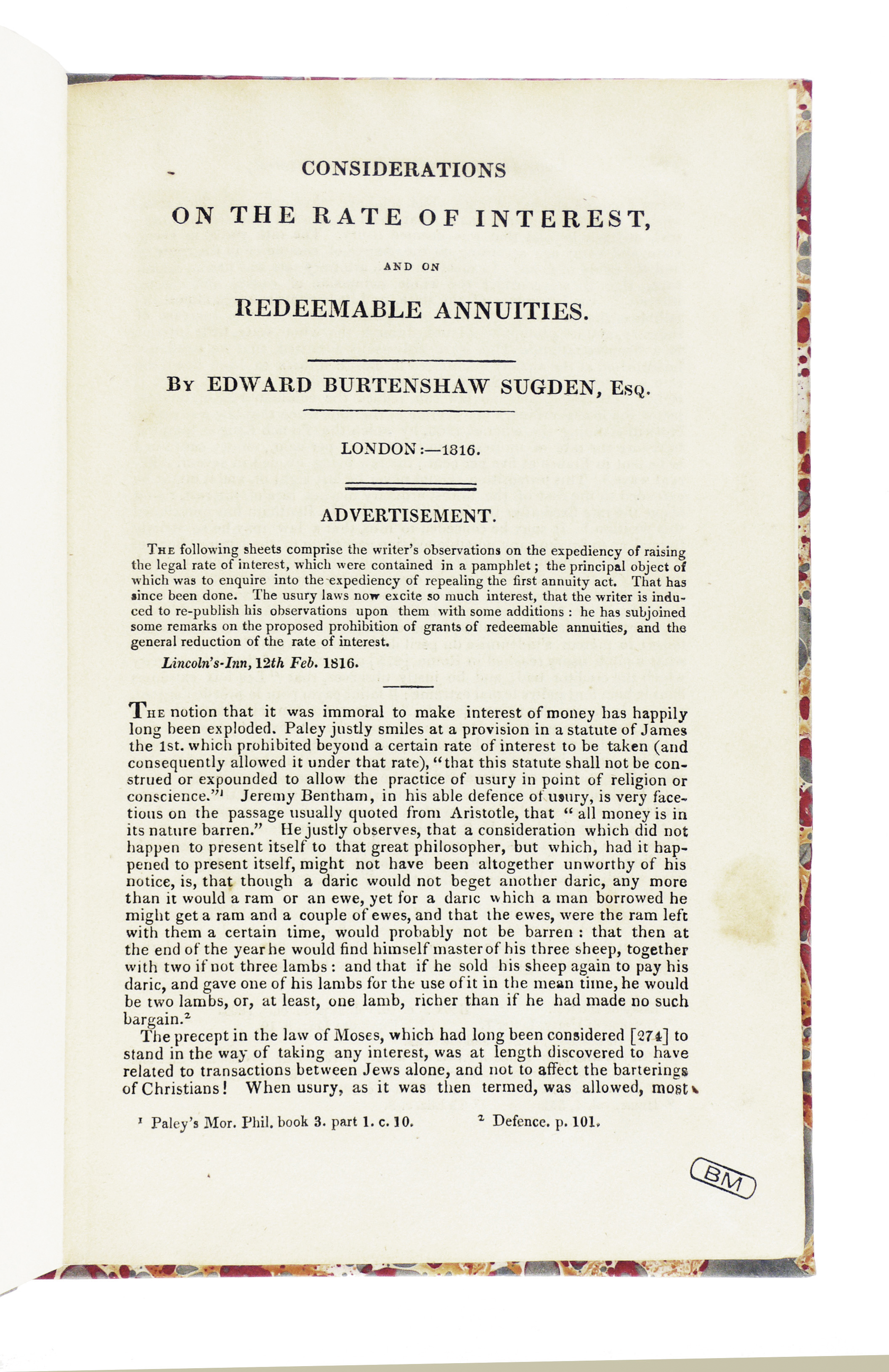
Наукова праця Сагдена «Розгляди процентної ставки», 1816 (Мілан, Фонд Мансутті).

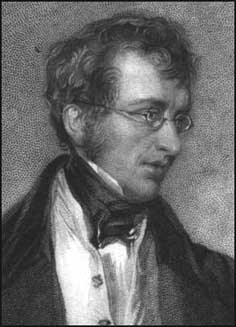
Сер Томас Фавел Бакстон (1786 – 1845), І баронет Бакстон.

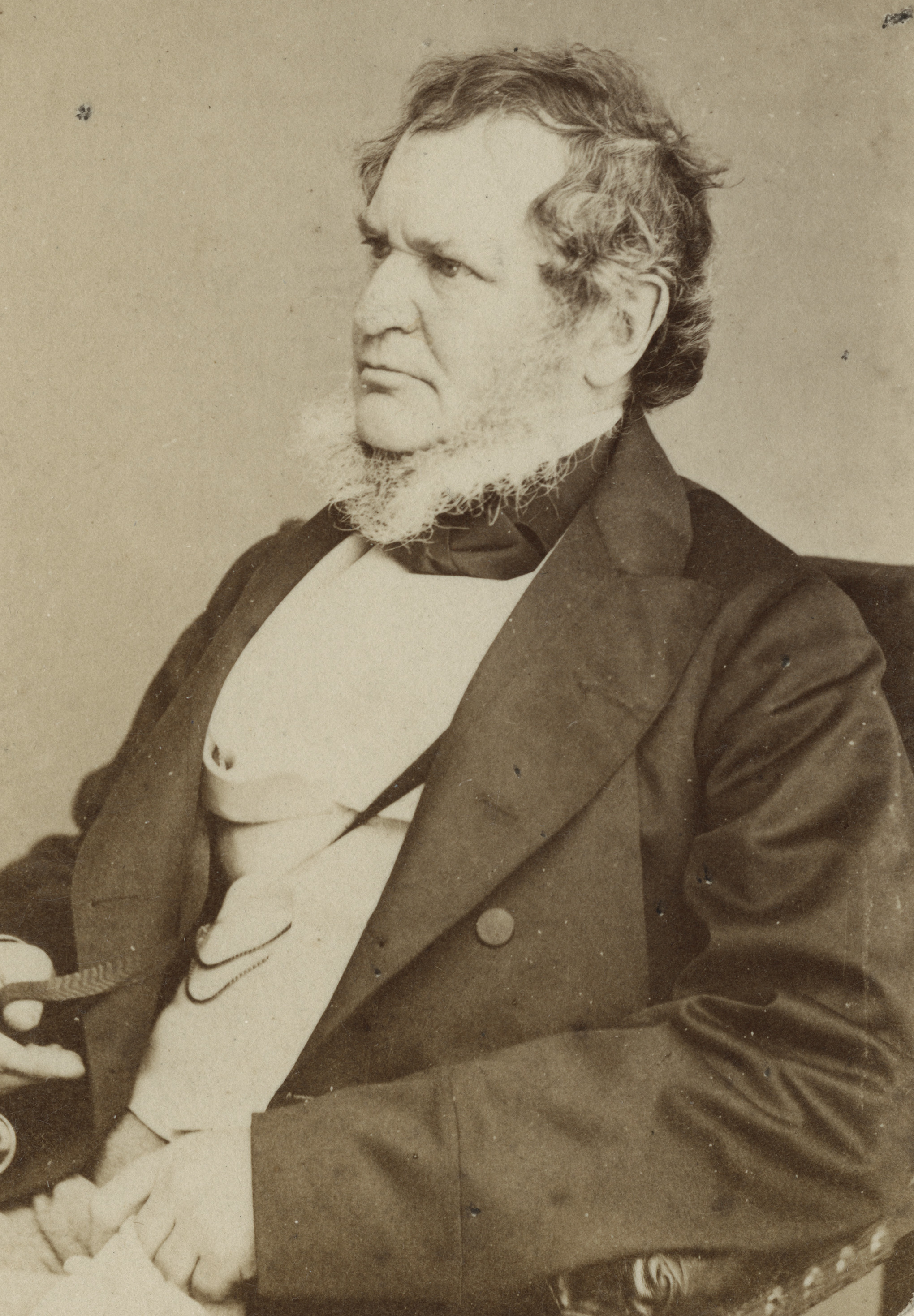
Едвард Джордж Джефрі Сміт-Стенлі (1799 – 1869) – XIV граф Дербі.

Едвард Бертеншоу Сагден (Edward Burtenshaw Sugden) (12 лютого 1781 — 29 січня 1875) – І  барон Сент-Леонард, депутат парламенту Об’єднаного Королівства Великобританії та Ірландії, лорд-канцлер Ірландії, відомий британський та ірландський юрист, суддя, політик. Належав до партії консерваторів. 

## Життєпис

### Походження
Едвард Сагден був сином висококласного перукаря у Вестмінстері, Лондон. Деталі його освіти називаються «невідомими». Схоже, що він здебільшого був самоучкою, хоча також відвідував приватну школу. Сучасники часто відзначали його скромне походження та стрімке зростання: коли він уперше спробував потрапити до парламенту, його принижували і ображали, нагадували йому що він низького походження – син перукаря. Пізніше Томас Фавелл Бакстон напише, що «в наш час є небагато випадків злету, рівного піднесенню сера Едварда Сагдена».

### Кар’єра
Після кількох років практики нотаріусом, Едвард Сагден почав працювати адвокатом у юридичній спілці «Лінкольнс Інн» у 1807 році, коли вже опублікував свій добре відомий «Стислий і практичний трактат про право продавців і покупців нерухомості». У 1822 році він став королівським радником. У різні часи він працював у різних комісіях Палати громад парламенту Об’єднаного Королівства Великобританії та Ірландії, де він став відомим своєю опозицією до законопроекту про реформу 1832 року. Він був призначений генеральним соліситором у 1829 році, отримавши як нагороду шляхетних титул лицаря. Будучи генеральним соліситором, він мав обмежений погляд на емансипацію євреїв, стверджуючи, що «вони ніколи нічим не володіли, не мали власності. Вони не мали громадянських прав,  вони їх ніколи нічого не мали».
У 1834 – 1835 роках Едвард Сагден був призначений лордом-канцлером Ірландії в першому міністерстві Піла та був приведений до присяги в Таємній Раді Ірландії 15 грудня 1834 року. Сагден знову був на посаді лорд-канцлера Ірландії в другому міністерстві Піла, працюючи з 1841 по 1846 роки. У 1849 році Сагден опублікував «Трактат про право власності в Палаті лордів», в якому він критикував рішення, прийняті в Палаті лордів під час виконання функцій апеляційного суду. У першому уряді лорда Дербі в 1852 році він став лордом-канцлером Великої Британії і був підвищений до перства як барон Сент-Леонардс із Слаугама, що в графстві Сассекс. На цій посаді він присвятив себе служіння державі з усією своєю енергією та силою, працював у галузі реформи законодавства (зверніть увагу на його важливу окрему думку у справі Джордена та Мані (1854). 
Лорд Дербі після повернення до влади в 1858 році знову запропонував йому ту ж посаду, від якої він відмовився через стан здоров’я. Однак він продовжував проявляти активний інтерес, особливо до юридичних питань, які розглядалися Палатою лордів, і приділяв особливу увагу реформі майнового права. Він виступав за виконання заповіту Дж. М. В. Тернера щодо його мистецьких спадків у 1857 – 1870 роках.

## Наукові праці
Лорд Сент-Леонард був автором різноманітних важливих наукових праць в області права та юридичних наук, багато з яких витримали кілька видань. Крім уже згаданого трактату про покупців, вони включають Повноваження, Справи, вирішені Палатою Лордів, Нові закони про нерухоме майно та Довідник майнового права, Неправдиві відомості щодо життя Ліндхерста та Брогема Кемпбелла, виправлені лордом Сент-Леонардом.

## Родина
Лорд Сент-Леонард одружився з Вініфред Кнапп, донькою Джона Кнаппа, у 1808 році. Вона померла в травні 1861 року, лорд Сент-Леонардс помер на Бойл-Фарм, Темза-Діттон, у січні 1875 року у віці 93 років, і його спадкоємцем у баронстві став його онук Едвард.

## Конфлікт щодо спадщини
Після його смерті його заповіту не було, але його дочка, Шарлотта Сагден, змогла пригадати зміст найскладнішого документа, і в позові Сагден проти лорда Сент-Леонарда канцелярський суд прийняв її докази. Було визнано документ, запропонований як такий, що містить положення втраченого заповіту. У цьому рішенні встановлюється положення про те, що зміст втраченого заповіту, існування якого може бути доведено чи може бути підтверджено вторинними доказами, навіть одним свідком. Шарлотта Сагден надала свідчення під присягою про те, що лорд Сент-Леонард мав звичку щовечора читати свій заповіт, так що його донька мала його слухати і за кілька років запам’ятовувала. Це рішення стало добре відомим фактом і вузьким прецедентом у юридичних колах, відступаючи від положень Закону про заповіти 1837 року, який залишався основним законодавством, що регулює сферу, сформовану справедливістю, а пізніше загальним правом.